# Nokia X2 (2014)
"Nokia X2" là điện thoại thông minh tầm trung được công bố và phát hành bởi Microsoft Mobile vào ngày 24 tháng 6 năm 2014. Đây là phiên bản kế thừa của Nokia X, thuộc thương hiệu gia đình Nokia X. Đây là điện thoại thông minh đầu tiên chạy phiên bản 2.0 của nền tảng hệ điều hành Nokia X.
Nokia X2 được trang bị màn hình cảm ứng điện dung 4.3-inch công nghệ ClearBlack LCD với độ phân giải WVGA (480x800 pixel) cung cấp một mật độ điểm ảnh 217ppi.
Nokia X2 dựa trên AOSP (dự án mã nguồn mở của Andriod) và đi kèm với các phần mềm nền tảng Nokia X 2.0 đó là sự kế thừa của nền tảng phần mềm X 1.0. Đây là phiên bản sửa đổi của Android 4.3 JellyBean và có thể chạy tất cả các ứng dụng Andriod ngoại trừ các ứng dụng dịch vụ Google như Google Maps, Play Store, Gmail... Bằng cách rôt lại máy, chúng ta có thể sử dụng tất cả các dịch vụ của Google. Nokia X2 có ba màn hình chủ; đầu tiên là màn hình chủ, thứ hai là Fastlane và thứ ba là danh sách ứng dụng để dễ dàng tìm kiếm. Nokia X2 được cài sẵn cửa hàng Nokia, Facebook, Twitter, Outlook, OneDrive, Opera Mini và nhiều hơn nữa.
Máy được trang bị cổng USB để sạc và jack cắm âm thanh 3,5 mm. Nokia X2 có dung lượng pin 1800 mAh có thể tháo rời với thời lượng chờ tối đa khi sử dụng cả hai SIM là 23 ngày. Máy có 2 khe cắm Micro SIM và một khe cắm thẻ nhớ. Máy ảnh chính 5.0MP với đèn LED flash và một camera trước chuẩn VGA. Cấu hình của máy sử dụng bộ vi xử lý Qualcomm Snapdragon 200 lõi kép 1,2 GHz & 1GB RAM.